# Селиевка

Селиевка — река в России, протекает в Ичалковском районе Республики Мордовия.
Устье реки находится в 108 км по правому берегу реки Алатырь. Длина реки составляет 11 км.
Исток находится между сёлами Болдасево и Вечкусы. Направление русла — северо-восток. Селиевка является сезонной рекой, в межень почти всё её течение пересыхает, постоянный водоток лишь на последнем километре перед впадением в Алатырь в черте сёл Береговые Сыреси и Селищи.

## Данные водного реестра
По данным государственного водного реестра России относится к Верхневолжскому бассейновому округу, водохозяйственный участок реки — Алатырь от истока и до устья, речной подбассейн реки — Сура. Речной бассейн реки — (Верхняя) Волга до Куйбышевского водохранилища (без бассейна Оки).
По данным геоинформационной системы водохозяйственного районирования территории РФ, подготовленной Федеральным агентством водных ресурсов:
- Код водного объекта в государственном водном реестре — 08010500212110000038635
- Код по гидрологической изученности (ГИ) — 110003863
- Код бассейна — 08.01.05.002
- Номер тома по ГИ — 10
- Выпуск по ГИ — 0